# Герб Лесного района (Тверская область)
Герб муниципального образования Лесно́й район Тверской области Российской Федерации.
Герб утверждён Решением 4 сессии Собрания депутатов Лесного района Тверской области 29 мая 2001 года.
Герб внесён в Государственный геральдический регистр Российской Федерации под регистрационным номером 774.

## Описание герба
« В серебряном поле с червлёной главой, с выходящими по сторонам зелёными елями, токующий чёрный глухарь с распущенным хвостом, с червлёными бровями и золотыми клювом и лапами».

## Обоснование символики
За основу герба взято название района, о чем говорят две ели и токующий на снегу глухарь.
Зелёный цвет поля отражает природу района и его сельское хозяйство. Зелёный цвет также символ плодородия, весны и здоровья.
Серебро в геральдике — символ простоты, совершенства, мудрости, благородства, мира, взаимосотрудничества.
Золото — символ прочности, богатства, величия, интеллекта и прозрения.
Красный цвет символ труда, жизнеутверждающей силы, мужества, праздника и красоты, а также красный цвет отражает административно-территориальную принадлежность Лесного района к Тверской области.
Герб языком аллегорий и геральдических символов гармонично отражает название района.

## История герба
Герб и флаг Лесного района вместе с Положением о них были утверждены в первом чтении 27 апреля 2001 года решением Собрания депутатов Лесного района. При этом описание герба следующим образом:
"1.2. Геральдическое описание герба Лесного района: «В серебряном поле с червленой (красной) главой, с выходящими по сторонам зелеными елями, токующий черный тетерев с распущенным хвостом, с червлеными (красными) бровями и золотым клювом и лапами».
29 мая 2001 года решением Собрания депутатов Лесного района «О Положении о гербе и флаге Лесного района Тверской области» было установлено: "1. Утвердить «Положение о гербе и флаге Лесного района Тверской области» с учетом проведенной экспертизы и рекомендаций Геральдического Совета при Президенте Российской Федерации № А23-2-173 от 21.05.2001 г., заменив в описании герба слова «черный тетерев» словом «глухарь».
Герб района разработан при содействии Союза геральдистов России.
Авторы герба: идея герба — Константин Моченов (Химки); художник — Роберт Маланичев (г. Москва); компьютерный дизайн — Сергей Исаев (Москва).
Учитывая важность официальных символов Лесного района Герба и Флага, отражающих исторические, культурные, национальные и местные традиции, в патриотическом воспитании подрастающего поколения, для жителей Лесного района, Собрание депутатов лесного района решило установить Днём Герба и Флага Лесного района Тверской области — 2 июля — день принятия решения Геральдического совета при Президенте Российской Федерации о внесении в Государственный геральдический регистр Российской Федерации Герба и Флага Лесного района. Празднование Дня Герба и Флага Лесного района Тверской области приурочивается к Дню Лесного района.